# Killaloe
Killaloe es un municipio situado en el condado de Clare, en Irlanda. Según el censo de 2022, tiene una población de 1666 habitantes.
Está ubicado en la desembocadura del río Shannon en el lago Derg. Como consecuencia, es un popular destino turístico.

## Historia
El pueblo debe sus orígenes a un monasterio fundado en el siglo VI por San Lua, que originalmente se había emplazado en una pequeña isla en el río Shannon, aproximadamente a 1 km de distancia del puente de Killaloe. Posteriormente los monjes se trasladaron a un terreno más amplio y edificaron otro centro monástico, que se llamó Cill Dálua (Killaloe) o Iglesia de San Lua.